# Oû (digramme)
Cette page contient des caractères spéciaux ou non latins. S’ils s’affichent mal (▯, ?, etc.), consultez la page d’aide Unicode.
Oû (minuscule oû) est un digramme de l'alphabet latin composé d'un O et d'un U accent circonflexe (Û).

## Linguistique
- En français, le digramme « oû » est utilisé pour noter le son [u].

## Représentation informatique
À la différence d'autres digrammes, il n'existe aucun encodage du « oû » sous la forme d'un seul signe. Il est toujours réalisé en accolant les lettres O et U accent circonflexe (Û),.